# Dubbelzakdrager
De dubbelzakdrager (Diplodoma laichartingella) is een vlinder uit de familie zakjesdragers (Psychidae). De wetenschappelijke naam van deze soort is voor het eerst geldig gepubliceerd in 1783 door Goeze.
De spanwijdte van het vlindertje is 10 tot 15 millimeter. De rups woont in een wat rommelige zak, en overwintert. De rups leeft van algen, planten- en insectenresten.
De soort komt voor in Europa. In Nederland is de soort vrij zeldzaam.